# Spring Hill (Kansas)
Spring Hill és una població dels Estats Units a l'estat de Kansas. Segons el cens del 2000 tenia 2.727 habitants.

## Demografia
Segons el cens del 2000, Spring Hill tenia 2.727 habitants, 973 habitatges, i 747 famílies. La densitat de població era de 305,2 habitants/km².
Dels 973 habitatges en un 44,8% hi vivien nens de menys de 18 anys, en un 59,7% hi vivien parelles casades, en un 13,4% dones solteres, i en un 23,2% no eren unitats familiars. En el 19,6% dels habitatges hi vivien persones soles el 7,3% de les quals corresponia a persones de 65 anys o més que vivien soles. El nombre mitjà de persones vivint en cada habitatge era de 2,76 i el nombre mitjà de persones que vivien en cada família era de 3,17.
Per edats la població es repartia de la següent manera: un 31,9% tenia menys de 18 anys, un 8,1% entre 18 i 24, un 34,5% entre 25 i 44, un 17% de 45 a 60 i un 8,4% 65 anys o més.
L'edat mediana era de 31 anys. Per cada 100 dones de 18 o més anys hi havia 93,3 homes.
La renda mediana per habitatge era de 45.052 $ i la renda mediana per família de 54.375 $. Els homes tenien una renda mediana de 36.250 $ mentre que les dones 24.713 $. La renda per capita de la població era de 19.642 $. Entorn del 3,5% de les famílies i el 4,7% de la població estaven per davall del llindar de pobresa.

## Poblacions més properes
El següent diagrama mostra les poblacions més properes.